# سودان.
سودان. является вторым национальным доменом верхнего уровня для Судана.
19 сентября 2011 года в рамках процесса отбора национальных доменов верхнего уровня была подана заявка на признание строки «سودان» в качестве представляющей Судан. 1 ноября 2012 года в результате анализа, проведенного панелью стабильности DNS Fast Track IDN, было установлено, что «ДВУ.. не представляет никакой угрозы стабильности или безопасности DNS, выявленной в Модуле 4 плана реализации Fast Track, и представляет приемлемо низкий риск путаницы для пользователей». Впоследствии запрос на строку, представляющую Судан, был утвержден. 22 января 2015 года Общество Интернета Судана обратилось к ICANN с просьбой о делегировании домена «سودان» в качестве домена верхнего уровня.